# Sicarii
I Sicarii erano una fazione estremista del partito ebraico degli Zeloti che ricorrevano sistematicamente all'omicidio terroristico come loro principale strategia politica. Sappiamo che durante la prima guerra giudaica, i Sicarii ordirono una congiura contro quelli che erano disposti a sottomettersi ai Romani (dopo la devastazione che aveva provocato l'assedio di Gerusalemme), combattendoli come se fossero nemici, depredandoli dei loro averi e del loro bestiame, appiccando il fuoco alle loro case. Essi sostenevano non vi fosse nessuna differenza fra loro e gli stranieri, poiché si erano ormai rassegnati a perdere la loro libertà per la quale i Giudei avevano tanto lottato. In realtà, se inizialmente si unirono ai Giudei nella ribellione, prendendo parte attiva nella guerra contro i Romani, in seguito usarono atrocità terribili contro chi denunciava le loro malefatte.
(Giuseppe Flavio, La guerra giudaica, VII, 8.1.262.)
Il nome viene da sica, un tipo di spada corta.